# The Shining (J Dilla)
The Shining è il terzo album del produttore musicale hip hop statunitense J Dilla, pubblicato il 22 Agosto del 2006: è il primo album uscito dopo la morte del producer avvenuta nel febbraio dello stesso anno. The Shining è pubblicato da BBE Records. Collaborano all'album, tra gli altri, anche Busta Rhymes, Common, Madlib, Dwele e Black Thought.
The Shining entra nelle classifiche statunitensi dedicate agli album R&B/Hip-Hop e a agli album rap, inoltre raggiunge la posizione numero 103 nella Billboard 200.

## Ricezione
Gli addetti ai lavori lasciano un verdetto pressoché unanime nei confronti dell'album, considerandolo un prodotto molto positivo. Entusiastica la recensione di AllMusic, che scrive: «[...] The Shining è una degna aggiunta alla discografia di J Dilla [...] l'album è intriso di soul e presenta una quantità impressionante di MC's e cantanti preferiti di Dilla, noti e meno noti in egual misura. Opportunamente, il finale di Won't Do è tutto-Dilla, dalla base al nauseante rap a un gancio vocale impressionante che è quasi elegante come qualsiasi cosa fornita da Dwele.» Sempre nella stessa recensione per AllMusic, Andy Kellman, prosegue scrivendo che «Dilla non è stato abbastanza propenso a essere considerato un produttore R&B di primo livello fin dall'inizio; basta confrontare Runnin' dei Pharcyde con Fallen di Mýa. È facile pensare alla grande qualità di musica che [J Dilla] ha creato mentre era su questo pianeta.»
L'aggregatore di recensione Metacritic riporta l'80% di gradimento dell'album su 21 recensioni, che indicano «recensioni generalmente favorevoli».
La rivista Spin inserisce The Shining alla posizione numero 35 tra i migliori album del 2006.
| Recensione      | Giudizio |
| --------------- | -------- |
| AllMusic        | [ 1 ]    |
| The A.V. Club   | B+       |
| HipHopDX        | [ 5 ]    |
| NOW             | [ 6 ]    |
| Pitchfork       | 7.4/10   |
| PopMatters      | [ 8 ]    |
| Rolling Stone   | [ 9 ]    |
| Stylus Magazine | B-       |
| Tiny Mix Tapes  | [ 11 ]   |
| XXL             | XL       |

## Tracce
Testi e musica sono di J Dilla eccetto dove indicato.
1. Geek Down (featuring Busta Rhymes) – 1:53 (testo: James Yancey, Trevor Smith)
2. E=MC² (featuring Common) – 3:17 (testo: Yancey, Lonney R. Lynn)
3. Love Jones – 1:01
4. Love (featuring Pharoahe Monch) – 3:14 (testo: Yancey, Troy Jamerson)
5. Baby (featuring Guilty Simpson & Madlib) – 3:28 (testo: Yancey, Byron Simpson – musica: J Dilla, Madlib)
6. So Far to Go (featuring Common & D'Angelo) – 5:36 (testo: Yancey, Lynn, Michael Archer, Ronald Isley, Rudolph Isley, O'Kelly Isley Jr., Marvin Isley, Ernie Isley, Chris Jasper)
7. Jungle Love (featuring MED & Guilty Simpson) – 2:44 (testo: Yancey, Simpson, Nick Rodriguez)
8. Over the Breaks – 2:14 (musica: J Dilla, Karriem Riggins)
9. Body Movin' (featuring Karriem Riggins & J. Rocc) – 2:17 (J Dilla, Karriem Riggins & J. Rocc)
10. Dime Piece (Remix) (featuring Dwele) – 3:15 (testo: Yancey, Andwele Gardner)
11. Love Movin' (featuring Black Thought) – 3:34 (testo: Yancey, Tariq Trotter)
12. Won't Do – 3:52

Durata totale: 36:25

## Classifiche

### Classifiche settimanali
| Classifica (2006)         | Posizione massima |
| ------------------------- | ----------------- |
| Stati Uniti               | 103               |
| US Independent Albums     | 9                 |
| US Tastemakers Albums     | 5                 |
| US Top R&B/Hip-Hop Albums | 35                |
| US Top Rap Albums         | 15                |